# William H. Prescott
William Hickling Prescott (Salem, 4 maggio 1796 – Boston, 29 gennaio 1859) è stato uno storico statunitense.

## Biografia
Nato a Salem, Massachusetts, da un padre avvocato, William Prescott dimostrò sin da giovane una predisposizione notevole agli studi, ma un incidente occorsogli a 13 anni avrebbe per sempre cambiato la sua vita. Una crosta di pane giocando gli si conficcò in un occhio, e Prescott sottopose l'altro ad un tale sforzo per lo studio che presto ebbe continui disturbi alla vista, sino a perderla totalmente verso i 25 anni.
Nonostante le prevedibili difficoltà, si laureò ad Harvard nel 1814 in Giurisprudenza, ma l'ormai completa cecità lo indusse ad abbandonare la carriera legale. Dopo un tour in Europa (come era d'uso allora tra i giovani benestanti) e il matrimonio, decise di dedicarsi alla letteratura e soprattutto alla storia, di cui è considerato, per l'accuratezza dello studio dei documenti e la capacità di sintesi, un riconosciuto maestro.
Dopo dieci anni di studi, in cui scriveva usando uno strumento di sua invenzione, aiutato da una prodigiosa memoria e da uno stile scorrevole che avrebbe fatto scuola tra gli storici dopo di lui, pubblicò nel 1837 La Storia di Ferdinando e Isabella. Aiutò Frances Erskine Inglis a trovare un editore per il suo lavoro autobiografico Vita in Messico. Inoltre Frances Erskine Inglis fu una dei più importanti corrispondenti durante la scrittura della Storia della Conquista del Messico"; viene citata cinque volte nel testo, ed è descritta come "una dei più deliziosi viaggiatori moderni". Nel 1843 pubblicò quello che è riconosciuto come il suo capolavoro, La conquista del Messico, e nel 1847 La Conquista del Perù. La sua Storia di Filippo II fu pubblicata incompiuta dopo la sua morte nel 1859, morte dovuta ad un attacco apoplettico a Boston, in Massachusetts.

## Opere: edizioni italiane
- La Conquista del Messico, Prefazione e traduzione di Piero Jahier, Collana Saggi n.239, Torino, Giulio Einaudi Editore, 1958,  pp. XXIX-896.
  -  La Conquista del Messico, Con saggio introduttivo di William Charvat e Michael Kraus, trad. Piero Jahier e Maria Vittoria Malvano, Collana i millenni, Einaudi, 1970,  pp. pp.XL-881. Nota introduttiva di Marco Cipolloni, Collana EINAUDI Tascabili n.90, Einaudi, 1992, ISBN 978-88-06-12873-9.
- La conquista del Perù, Le Maschere, 1959,  pp. XLVII-519.
- La conquista del Perù, traduzione di Piero Jahier e Maria Vittoria Malvano, Collana i millenni, Torino, Einaudi, 1970.
- La conquista del Messico, traduzione di Maria Pia Tosti Croce, Collezione Paperbacks storici n. 26, Roma, Newton Compton, 1977.